# Gramsh distrikt
Gramshis distrikt (albanska: Rrethi i Gramshit) var ett av Albaniens 36 distrikt. Det hade ett invånarantal på 36 000 och en area av 695 km². Det var beläget i centrala Albanien, och dess centralort var Gramshi.